# Nostima quinquenotata
Nostima quinquenotata är en tvåvingeart som beskrevs av Cresson 1930. Nostima quinquenotata ingår i släktet Nostima och familjen vattenflugor. Inga underarter finns listade i Catalogue of Life.